# Plastic Bertrand
Roger Marie François Jouret, (nome completo de Plastic Bertrand, Bruxelas de 24 de fevereiro de 1954) é um cantor, compositor, produtor, editor, e apresentador de televisão Belga, muito conhecido por seu hit de 1977, "Ça plane pour moi".

## Biografia
Roger Jouret nasceu em Bruxelas, com pai Francês e mãe Ucraniana. Com 9 anos de idade, participa da Buffalo Scouts Band, sendo cantor e baterista, ele formou o grupo com os escuteiros, que realizaram covers dos Rolling Stones. Depois formou a banda The Pelicans, que tocava em festas, depois mudou o nome para Passing The Time, e começou a apresentar em bares, clubes, e nos festivais ao longo da costa belga e holandesa. Mais tarde ele foi contratado pela estação de rádio pirata Radio Veronica.
Entretanto, ele continuou seus estudos na Academia Musical estudando teoria musical e percussão, passando o seu grau no Athenee Adolphe Max. Enquanto aguardava a admissão Conservatório Real de Música de Bruxelas, ele passou um ano no Instituto Saint-Luc para estudar desenho. Em 1973 ele entrou no Conservatório a estudar teoria musical, percussão e história da música.
Influenciado pelo movimento punk, inicia sua carreira como baterista de uma banda punk chamada Hubble Bubble, e partilha o seu tempo entre estudo no Conservatório, ensaios e concertos com a banda, e trabalho como gerente de palco do Teatro das Galerias. Em 1978, a banda libera o primeiro de 2 álbuns, o "Hubble Bubble" (Barclay Records). Jouret foi considerado compositor, cantor e baterista com o nome Roger Junior. Infelizmente, o baixista do grupo morreu em um acidente, voltando do ensaio, por esse fato, a banda acabou.

### Origem do nome: Plastic Bertrand
O plástico era tão caro para os punks, e para os outros o nome de Bert Bertrand, jornalista belga do rock. Lou Deprijck achou que incorporados ao microcosmo de Roger Jouret, fariam dele um perfeito do punk belga durante a segunda metade dos anos setenta.

### Sucesso
Plastic Bertrand lançou o single "Ça plane pour moi", composto e escrito pelo belga Lou Deprijck. Plastic visitou o Canadá, Japão, Austrália, Reino Unido, Escandinávia, Europa e os E.U.A., tornando-se um dos poucos artistas de língua francesa a aparecer na Billboard. Ele também apareceu em uma série de grandes shows de televisão, apresentando Jackpot na TF1, Destination Noël na France 2, Due Per Tutti na RAI2 e Supercool na RTBF, que ele também produziu. Outro sucesso de Bertrand foi a canção "L'amour Ok", em parceria com a belga Nathalie.

### A volta
20 anos depois de "Ça plane pour moi", ele retorna aos olhos do público, e a MTV declarou "a mais procurada volta de um artista". Ele fez uma aparição no álbum Get Ready!, e regravou uma música de 1982, Stop ou encore que foi platina na Bélgica. em 1998 foi lançado um álbum com seus maiores hits, pela Universal-AMC, e começou seu processo de remasterização. Além de um ressurgimento em sua carreira musical, Plastic apareceu diversas vezes em Televisões Européias.
Em 2001, Bertrand visitou a Bélgica, França, Suíça e Alemanha com uma série de shows, e compôs uma série de músicas. Ele também fez aparições no Channel 4's da Eurotrash, e no bate-papo da BBC2. Em 2002, ele assinou um novo contrato e seu oitavo álbum gravado, Ultra terrestre, foi lançado na Bélgica em 2002. Em setembro e novembro do mesmo ano, ele gerenciou a TV talent contest Star Academy na RTL-TVI.
Em março de 2003, para comemorar 25 anos desde o início de sua bem sucedida carreira solo, Bertrand realizou um concerto no Cirque Royal de Bruxelas, realizando novas músicas e hits do passado com uma Orquestra Filarmônica, e cantando em dueto com cantores convidados.
De Julho a Setembro de 2003, ele apresentou o programa de TV Hit Story, na France 3.
No verão de 2008, "Ça plane pour moi" foi destaque em várias televisões promocionais para a popular série televisiva Gossip Girl.

## Discografia

### Álbuns
- 1978 AN1 (Sire Records)
- 1979 J'te fais un plan (RKM)
- 1980 L'álbum (Attic Records)
- 1981 Plastiquez vos baffles (Attic Records)
- 1981 Grands succès/Greatest Hits (Attic Records)
- 1983 Chat va (Attic Records)
- 1988 Pix (Attic Records)
- 1994 Suite diagonale (Attic Records)
- 2002 Ultraterrestre (RM Records)

### Singles
- 1975 New Promotion/You'll Be The One
- 1977 Ça plane pour moi/Pogo Pogo
- 1978 Bambino/Le petit tortillard
- 1978 Super Cool/Affection
- 1978 Sha La La La Lee/Naif Song
- 1978 Tout petit la planète/C'est le Rock'N'Roll
- 1979 Tout petit la planète/J'te fais un plan/Hit 87
- 1979 Sentimentale moi/Ouais ouais ouais ouais
- 1979 Le monde est merveilleux/J'te fais un plan
- 1979 Sans amour/Plastic Boy
- 1979 Téléphone à téléphone mon bijou/Stop ou encore
- 1980 Téléphone à téléphone mon bijou/Kangourou Kangourou
- 1981 Hula Hoop/Amoureux fou de toi
- 1981 Jaques Cousteau/Paradis
- 1981 La Star à pécole/Baby Doll/Cœur d'acier
- 1982 L'amour Ok/New York/Cœur d'acier/Stop ou encore
- 1982 Duo avec Nathalie
- 1983 Arret d'autobus/Mon nez, mon nez
- 1983 Chat/Fou des fifties
- 1983 Major Tom/Miss Italie
- 1983 Gueule d'amour/Down Town
- 1985 Astérix est là/Le secret du druide (dal film Astérix et la surprise de César)
- 1986 Je l'jure/La fille du premier rang
- 1986 Let's Slow Again/Toujours plus haut
- 1987 Amour amour
- 1988 Démente à la menthe
- 1989 Slave To The Beat/Plastiiic Acid Mix
- 1990 Sex Tabou
- 1991 House Machine/Club Control feat. Plastic Bertrand
- 1994 Les joueurs De Tchik Tchik
- 2002 Play Boy/Canape
- 2003 Plastcubration/Tous, touchez-vous